# Europa für Bürgerinnen und Bürger
Europa für Bürgerinnen und Bürger ist ein Förderprogramm der Europäischen Union zur Unterstützung der Entwicklung einer aktiven europäischen Bürgerschaft.  Das Programm verfolgt den Zweck, die Bürger stärker in die europäische Integration einzubinden und unterstützt daher die Zusammenarbeit zwischen den Bürgern und ihren Organisationen aus verschiedenen Ländern. Es läuft vom 1. Januar 2014 bis zum 31. Dezember 2020 und hat ein Budget von 185,468 Millionen Euro. Die Verwaltung obliegt der Exekutivagentur Bildung, Audiovisuelles und Kultur (EACEA), die der Europäischen Kommission in Brüssel untergeordnet ist.

## Ziele und Förderbereiche
Erklärtes Ziel des Programms ist es, den Bürgern Europa näherzubringen, ihnen Kenntnisse über die Geschichte und die Vielfalt der Europäischen Union zu vermitteln, ihnen die Teilnahme am europäischen Einigungsprozess zu ermöglichen und ihr gesellschaftliches und interkulturelles Engagement zu fördern. Mit Hilfe dieses Programms sollen die Bürger Gelegenheit haben, transnationale Erfahrungen zu machen, Kooperationen aufzubauen und sich mit Themen von europäischer Relevanz zu befassen, um eine europäische Identität herauszubilden und ein Verantwortungsgefühl für die Zukunft der EU zu entwickeln.
Das Programm umfasst zwei Programmbereiche, für die Anträge auf Förderung bei der EACEA eingereicht werden können, sowie eine bereichsübergreifende Aktion (Valorisierung), für die keine Antragstellung möglich ist:
- Programmbereich 1:„Europäisches Geschichtsbewusstsein“ fördert Projekte, die sich mit den Ursachen totalitärer Regime und Schlüsselmomenten der jüngeren europäischen Geschichte befassen
- Programmbereich 2: „Demokratisches Engagement und Partizipation“ umfasst drei Fördermaßnahmen:
  - „Bürgerbegegnungen“ fördert Begegnungen zwischen Bürgern aus Kommunen unterschiedlicher Länder, insbesondere im Rahmen von Kommunalpartnerschaften
  - „Vernetzung von Partnerstädten“ fördert die langfristige Zusammenarbeit zwischen europäischen Kommunen zu kommunalpolitischen Themen von europäischer Relevanz
  - „Projekte der Zivilgesellschaft“ fördert die transnationale Zusammenarbeit von zivilgesellschaftlichen Organisationen zu europapolitischen Themen

## Förderberatung
In fast allen Mitgliedsstaaten wurden nationale Kontaktstellen eingerichtet, die das Programm bekannt machen sollen und die Kommunen, Institutionen und Organisationen bei der Antragstellung beraten. In Deutschland übernimmt diese Funktion die Kontaktstelle Deutschland »Europa für Bürgerinnen und Bürger« (KS EfBB), deren Trägerin die Kulturpolitische Gesellschaft in Bonn ist. Neben allgemeinen Informationen zum Förderprogramm, die in Publikationen, Seminaren und Vorträgen und auf der Internetseite verbreitet werden, bietet die KS EfBB individuelle Beratung in allen Phasen der Antragstellung an. In Österreich heißt die Kontaktstelle Europe for Citizens Point und ist dem Bundeskanzleramt angegliedert.

## Hintergrund
Der Entstehung dieses Förderprogramms gingen einige europäische Beschlüsse voraus, die als Grundlage für das heutige »Europa für Bürgerinnen und Bürger« betrachtet werden können. So setzte 1984 der Europäische Rat eine Kommission ein, die Vorschläge erbringen sollte, um die Bürgerferne der Europäischen Gemeinschaften zu überwinden. Der Ausschuss für das „Europa der Bürger“, nach dem Ausschussvorsitzenden meist als „Adonnino-Ausschuss“ bezeichnet, erarbeitete eine Vielzahl von Maßnahmen dazu. Im Jahr 1988 folgte der Bericht von Nicole Fontaine, Mitglied des Europäischen Parlaments, der u. a. die Bedeutung der Städtepartnerschaft für die europäische Einigung hervorhob. Erstmals wurden daraufhin 1989 Mittel zur Förderung von Städtepartnerschaften in den Haushalt der Europäischen Gemeinschaft eingestellt. Ebenfalls auf Initiative des Europäischen Parlaments wurde 1993 die Gedenkstättenförderung beschlossen, die mit dem Erhalt und der Pflege der Konzentrationslager der Nazis als Gedenkstätten und Mahnmale an die Opfer des Nationalsozialismus erinnern sowie über die geschichtlichen Hintergründe informieren soll.
Diese Vorläufer wurden in einem Aktionsprogramm zur Förderung einer aktiven europäischen Bürgerschaft, das der Rat der Europäischen Union am 26. Januar 2014 beschloss, zusammengefasst. Durch dieses Programm wurde ein Basisrechtsakt für die Gewährung von Finanzhilfen zur Förderung der aktiven europäischen Bürgerschaft für einen Zeitraum von drei Jahren (2004–2006) geschaffen. Das anschließende Bürgerschaftsprogramm 2007–2013 verfolgte die begonnenen Ziele und Maßnahmen weiter und setzte zugleich einige Neuerungen um.

## Aktive europäische Bürgerschaft
Die EU verfolgt mit dem Programm »Europa für Bürgerinnen und Bürger« das Ziel, eine »aktive europäische Bürgerschaft« zu fördern. »Aktive Bürgerschaft« verweist auf die »Beteiligung an der Zivilgesellschaft, dem sozialen, wirtschaftlichen bzw. politischen Leben, gekennzeichnet durch gegenseitigen Respekt und Gewaltlosigkeit und im Einklang mit den Menschenrechten und der Demokratie«. Zum besseren Verständnis lässt sich der Begriff »aktive europäische Bürgerschaft« in die Aspekte Bürgerrechte, Partizipation und Engagement unterteilen.
Die Bürgerrechte sind in Art. 20 des EU-Vertrags von Lissabon beschrieben, dazu gehören u. a. das aktive und passive Wahlrecht bei Kommunal- und Europawahlen und das Recht auf Freizügigkeit innerhalb der EU. Bürgerrechte und Grundrechte, also Meinungs-, Presse- und Versammlungsfreiheit usw., ermöglichen – auch wenn sie nicht in allen Mitgliedstaaten gleich ausgelegt werden – erst die Teilnahme am gesellschaftlichen und politischen Geschehen in Europa. Die Bürgerrechte leiten sich aus der Unionsbürgerschaft ab, die 1992 mit dem Vertrag von Maastricht, Art. 17 EGV, eingeführt wurde.
Partizipation benennt die Tatsache, dass die Bürgerinnen und Bürger diese Bürgerrechte tatsächlich nutzen. Sei es durch die Teilnahme an Wahlen, die Nutzung von Vereinen und Verbänden oder über die Beteiligung an öffentlichen Debatten, etwa durch Diskussionen über soziale Netzwerke, Leserbriefe oder Bürgerinitiativen. Wenn die Bürger sich darüber hinaus selbst zur Wahl stellen, eigene Vereine gründen oder ehrenamtliche oder politische Ämter übernehmen, ergibt sich eine große Schnittmenge zwischen Partizipation und Engagement.
Der Begriff Engagement zielt in dem Kontext der aktiven Unionsbürgerschaft insbesondere auf Freiwilligentätigkeit und Ehrenamt. Ein prominentes Beispiel für Engagement auf europäischer Ebene ist der Europäische Freiwilligendienst. Junge Freiwillige absolvieren hierbei einen mehrmonatigen Dienst im europäischen Ausland in einer sozialen, umweltpolitischen oder kulturellen Einrichtung.
Die Beispiele machen deutlich, dass Engagement, Partizipation und die Wahrnehmung der Bürgerrechte nicht voneinander zu trennen sind, sondern sich vielmehr gegenseitig bedingen: Die Initiierung oder Teilhabe an einer Europäischen Bürgerinitiative verknüpft die Wahrnehmung der Bürgerrechte mit Partizipation, die Übernahme eines politischen Ehrenamtes verbindet die Aspekte Partizipation und Engagement.